# Aniceto
Aniceto és una pel·lícula argentina dramàtica-musical de 2008 dirigida per Leonardo Favio i protagonitzada per Hernán Piquín, Natalia Pelayo i Alejandra Baldoni. El guió va ser escrit per Favio, en col·laboració amb Rodolfo Mórtola i Verónica Muriel, i basat en el conte El cenizo, de Jorge Zuhair Jury. Va ser estrenada el 12 de juny de 2008.
El film és la segona versió de la pel·lícula Este es el romance del Aniceto y la Francisca, de cómo quedó trunco, comenzó la tristeza y unas pocas cosas más..., realitzada per Favio el 1967 (i coneguda popularment com El romance del Aniceto y la Francisca), que també estava basada en el conte de Zuhair Jury. En aquesta oportunitat la història és narrada a través d'escenes de ballet i tango. Van col·laborar en la coreografia Margarita Fernández i Laura Roatta.
Va ser l'última pel·lícula de Favio abans de la seva mort.

## Sinopsi
És la història d'una seducció i enamorament entre dues persones de poble: l'Aniceto (Piquín) i la Francisca (Pelayo), una noia "decent" i dolça, "la santita" de l'Aniceto. Però el Aniceto també sedueix a la Lucía (Baldoni), apassionada, sexual, "la putita" de l'Aniceto. Les dues dones s'enfrontaran com en una renyina de galls (l'Aniceto és galler). Quan el romanç es trenca, l'Aniceto comença a adonar-se del que va perdre.

## Repartiment
- Hernán Piquín... El Aniceto
- Natalia Pelayo... La Francisca
- Alejandra Baldoni... La Lucía
- Jorge Torres... Galler
- Luis Mazzeo... Mosso
- Matías García... Niño
- Floria Bloise... Patrona (Veu en off)
- Marcelo Guaita... Locutor auto
- Leonardo Favio... Narració

## Recepció
Aniceto va ser rebuda per la crítica cinematogràfica amb crítiques positives en general.

Adolfo C. Martínez va opinar sobre el film en La Nació :
| « | ”el seu esforç (de Favio) queda plasmat a través de la seva enorme sensibilitat i intel·ligència … en una història en la que la música, la dansa i l'escenografia serveixen de marc a aquesta trama en la qual els renyiders, el bar i el ball del poble són l'eix entorn del qual gira l'univers d'Aniceto, amo d'un gall de renyina que és el seu orgull i l'enveja dels altres gallers…Favio va transformar en enorme bellesa visual aquest simple entramat.. des de la bellíssima música d'Iván Wyszogrod fins a la impecable coreografia de Margarita Fernández i Laura Roatta, passant per la inestimable col·laboració artística de Rodolfo Mórtola i l'atractiva escenografia de Roberto Samuelle i Aldo Guglielone, la pel·lícula es converteix en una festa per a la vista i l'oïda… Hernán Piquín, Natalia Pelayo i Alejandra Baldoni… van prestar la seva enorme sensibilitat per als seus respectius personatges i la seva gran eloqüència en cadascun dels quadres que integren el ballet, en els quals han de demostrar la seva força expressiva…. Aniceto és…una producció atípica en la nostra cinematografia… quedarà com una festa per a aquell públic disposat a deixar-se atrapar per la màgia d'aquest ballet que transita entre la tragèdia i el dolor en un escenari arrabalero amb personatges que fan dels seus elàstics moviments el motiu dels seus destins.” | » |

Diego Lerer per la seva part va escriure a Clarín:
| « | ” És …un error considerar-lo un ballet filmat. Cada vegada que pot, Favio torna a narrar com ho feia en els vells temps: amb silencis llargs, mirades carregades de tensió, espai entre els personatges i els objectes. Un minimalisme que fa del trio un arquetip de les relacions malmeses, de la tensió sempre existent entre la idea de "la llar" i de "l'aventura"…. Favio ha triat reconstruir aquest món en estudis, amb una llum i uns decorats que deixen en evidència la seva artificialitat…. el realitzador tria amb intel·ligència respectar els temps i el moviment dels ballarins, com el feia moltes vegades amb els boxadors en Gatica, el Mono….El film té alguns moments febles -l'anar i venir del ballet al drama a vegades descol·loca- i la comparació amb l'original una mica la desfavoreix. Però són tants els moments de bellesa cinematogràfica que Favio ofereix (els primers cinc minuts són per atresorar), tanta la seva sensibilitat per a narrar l'espera (el seu món és temps i silenci), tanta la seva compenetració amb la tragèdia dels seus personatges (les seves emocions els desborden, i són els seus ulls i els seus cossos els que les expressen) que Aniceto aconseguirà situar-se en un lloc especial al seu cinema.” | » |

## Premos

### Premis Surde 2008
- Millor Actor Revelació: Hernán Piquín[3]
- Millor Guió Adaptat: Leonardo Favio, Rodolfo Mórtola i Verónica Muriel
- Millor Fotografia: Alejandro Giuliani
- Millor Direcció d'Art: Andrés Echeveste
- Millor Disseny de Vestuari: Mónica Toschi
- Millor Música Original: Iván Wyszograd
- Millor So: Iván Wyszograd
- Millor Maquillatge i caracterització: Marisa Amenta

### Premis Cóndor de Plata
- Millor Pel·lícula[4]
- Millor Director
- Millor Actor Revelació: Hernán Piquín
- Millor Guió Adaptat: Leonardo Favio, Rodolfo Mórtola i Verónica Muriel
- Millor Fotografia: Alejandro Giuliani
- Millor Muntatge: Paola Amor
- Millor Direcció d'Art: Andrés Echeveste
- Millor Música Original: Iván Wyszograd
- Millor So: Iván Wyszograd